# Прапор Овруча
Пра́пор О́вруча — офіційний геральдичний символ міста Овруч Житомирської області, затверджений рішенням дванадцятої сесії ради XXII скликання 24 серпня 1997 р. Автор — Гречило Андрій Богданович.

## Опис
Квадратне полотнище, яке розділене вертикально на три смуги. На середній блакитній смузі (шириною в 1/2 ширини прапора) зображено жовті терези, ними жовтий меч вістрям вниз; древка та з вільного краю прапор жовті смуги (шириною в 1/4 ширини прапора).